# Harry Buhrman
Harry Buhrman (* 1966 in Amsterdam) ist ein niederländischer Informatiker, der sich mit Quanteninformatik befasst.
Buhrman wurde 1993 an der Universität Amsterdam bei Steven Elliot Homer (und Peter van Emde Boas) in Informatik promoviert (Resource bounded reductions). Er  ist seit 2001 Professor für Informatik an der Universität Amsterdam und seit 1994 Gruppenleiter am Centrum Wiskunde & Informatica (CWI), wo er 2015  das niederländische Forschungszentrum für Quantencomputer-Software QuSoft gründete und leitet.
Er ist einer der Begründer der Komplexitätstheorie für Quantenkommunikation (bzw. verteiltem Quantenrechnen) und zeigte erstmals, dass einige Kommunikationsprobleme im Quantenrechnen exponentiell schneller bewältigt werden können. Quantenverschränkung kann zwar nicht benutzt werden um schneller zu kommunizieren, aber es kann manchmal den Rechenaufwand bei der Kommunikation exponentiell reduzieren. Er zeigte mit Ronald de Wolf (CWI), dass für die meisten Probleme Quantenrechner nicht effizienter als klassische Rechner sind (mit der von ihnen entwickelten Quanten-Polynom-Methode), und zeigte mit de Wolf andererseits, dass sie bei einigen Problemen sehr viel effizienter sind (wie der Bestimmung von Quanten-Fingerabdrücken).  Buhrman zeigte außerdem die Grenzen der Anwendungsmöglichkeiten von Positionsbasierter Quantenkryptographie.
Er ist 2017 einer der Autoren des European Quantum Technologies Roadmap (Abschnitt Software mit Acin).
Buhrman erhielt 2005 einen Vici Förderpreis der niederländischen Forschungsorganisation NWO. 2020 wurde er in die Königlich Niederländische Akademie der Wissenschaften gewählt.
Als Student war er Gitarrist in einer Pop-Band (The Exist).

## Schriften (Auswahl)
- mit Robert Beals, Richard Cleve, Michele Mosca, Ronald de Wolf: Quantum lower bounds by polynomials, IEEE Symposium on Foundations of Computer Science (FOCS) 1998, Arxiv
- mit Richard Cleve, Avi Wigderson: Quantum vs. Classical Communication and Computation, 30. STOC 1998, Arxiv
- mit Richard Cleve, John Watrous, Ronald de Wolf: Quantum fingerprinting, Physical Review Letters, Band 87, 2001, S. 167902, Arxiv
- mit Richard Cleve, Wim van Dam: Quantum Entanglement and Communication Complexity, SIAM J. Comput., Band 30, 2001, S. 1829–1841, Arxiv
- mit Richard Cleve, Serge Massar, Ronald de Wolf: Nonlocality and communication complexity, Rev. Mod. Phys., Band 82, 2010, S. 665, Arxiv
- mit Nishanth Chadran, Serge Fehr, Ran Gelles, Vipul Goyal, Rafail Ostrosky, Christian Schaffner: Position-based quantum cryptography: impossibility and constructions, SIAM Journal on Computing, Band 43, 2014, S. 150–178, Arxiv
- mit Łukasz Czekaj, Andrzej Grudka, Michał Horodecki, Paweł Horodecki, Marcin Markiewicz, Florian Speelman, Sergii Strelchuk: Quantum communication complexity advantage implies violation of a Bell inequality, Proceedings of the National Academy of Sciences of the United States, Band 113, 2016, S. 3191–3196, Arxiv
- mit Matthias Christandl, Christopher Perry, Jeroen Zuiddam: Clean quantum and classical communication protocols,  Physical Review Letters, Band 117, 2016, S. 230503, Arxiv